# 人民北路街道
人民北路街道，是中华人民共和国四川省成都市金牛区下辖的一个已经撤销的乡镇级行政单位。2019年12月，金牛区调整部分街道行政区划。撤销人民北路街道，将原人民北路街道五丁社区、城隍庙社区所属行政区域划归荷花池街道管辖，荷花池街道办事处驻北站东一路37号。将原人民北路街道花牌坊社区、金仙桥社区、马家花园社区、西体路社区所属行政区域划归西安路街道管辖，西安路街道办事处驻青西路6号。 

## 行政区划
人民北路街道下辖以下地区：
城隍庙社区、新村河边街社区、西体路社区、金仙桥社区、马家花园社区和花牌坊社区。